# Pithauria marsena
Pithauria marsena är en fjärilsart som beskrevs av William Chapman Hewitson 1866. Pithauria marsena ingår i släktet Pithauria och familjen tjockhuvuden. Inga underarter finns listade i Catalogue of Life.

## Bildgalleri

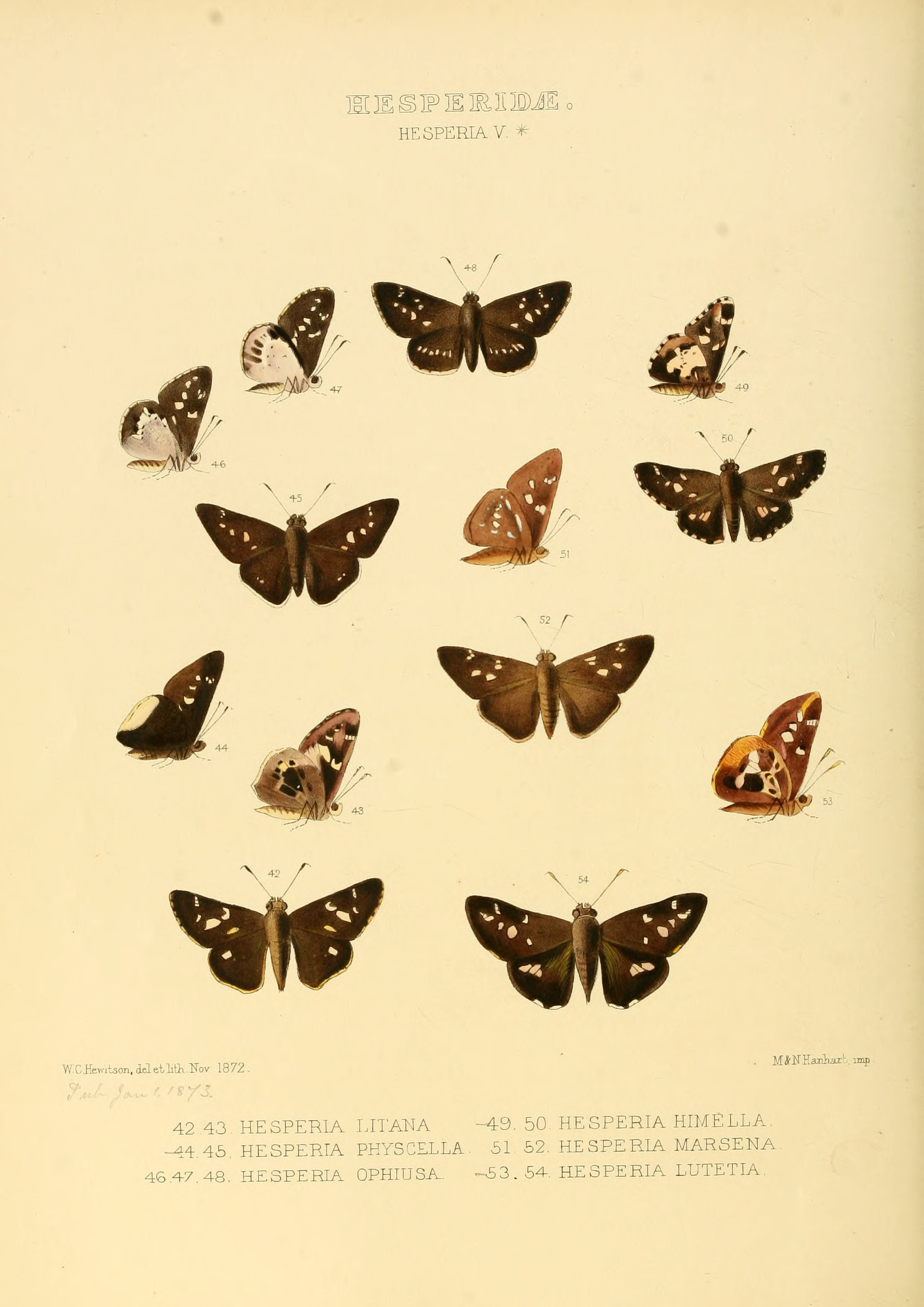
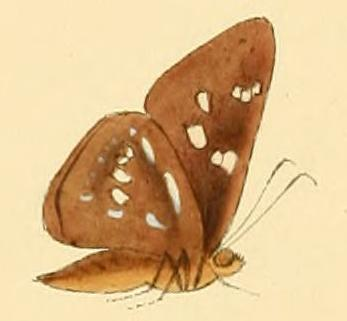
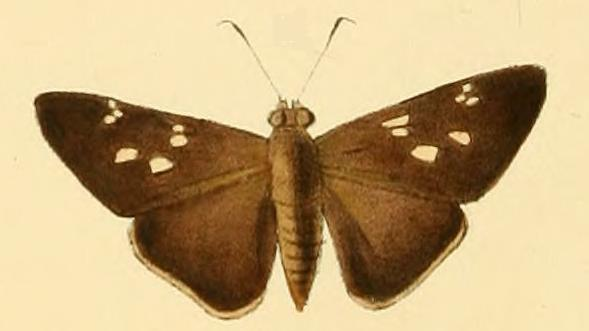